# At-Başi
L'At-Başi (in kirghiso Ат-Башы суу?, in russo Ат-Баши?) è un fiume del Kirghizistan, tributario di sinistra del Naryn. Scorre nella distretto di At-Başi della regione di Naryn.

## Descrizione
Il fiume ha la sua sorgente sul versante meridionale della cresta Naryn Tau alla confluenza dei fiumi Ulan e Cañi-Cer e nel tratto superiore scorre in una stretta gola. Il fiume scorre dapprima in direzione occidentale, dopo aver passato la città di At-Başi riceve il suo maggior affluente, il Kara-Koyun (lungo 81 km) che confluisce da sinistra, e gira a nord fino a sfociare nel Naryn nei pressi del villaggio di Dostuk. Ha una lunghezza di 180 km, l'area del suo bacino è di 5540 km².